# Боровые озёра (Казахстан)
Боровые озёра — группа озёр на севере Казахстана, в восточной части Кокчетавской возвышенности.

## Описание
Озёра находятся среди гранитных массивов Кокшетауской возвышенности в северной части Казахского мелкосопочника, на возвышенном участке. Для Боровых озёр характерны крутые берега и большая глубина. Вода — пресная либо слабосолёная. Наиболее известным из озёр группы является Боровое (Бурабай, Аулиеколь), которое и дало ей название; также в неё входят Щучье (Шортанды), Большое Чебачье (Айнаколь), Малое Чебачье (Шабакколь), Жукей, Катарколь и большое количество более мелких озёр (Акколь, Жайнак, Зеркальное, Майбалык, Текеколь, Лебяжье (Аккуколь), Лебединое, Карасье (Карасу), Горное (Сулуколь), Светлое и так далее).

### Причина возникновения
Озеро Боровое как геологический феномен обязано своим возникновением падению метеорита, возможно, 3—5 млн лет тому назад. Тело диаметром примерно 800 м, проломив кору и подняв тем самым огромное количество минералов, даёт жизнь растительности и по сей день.

## Рекреационное и хозяйственное значение
Благодаря лечебному значению своих вод Боровые озёра представляют собой популярный рекреационный объект. Здесь в районе железнодорожной станции «Курорт Боровое» расположен известный курорт Бурабай (Боровое), а также музей природы. На территории бассейна озёр располагается лесоохотничье хозяйство.